# كوبنا هولدبروك سميث
كوبنا هولدبروك سميث (بالإنجليزية: Kobna Holdbrook-Smith)‏ هو ممثل غاني-بريطاني ولد بتاريخ 23 أغسطس 1987 في أكرا.

## أعماله
من أعماله فيلم رودكيل.

## وصلات خارجية
كوبنا هولدبروك سميث على موقع IMDb (الإنجليزية)
- كوبنا هولدبروك سميث على موقع قاعدة بيانات الفيلم (الإنجليزية)